# Jānis Cimze

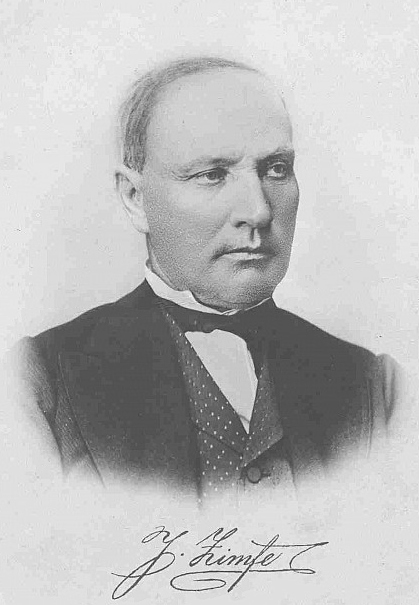
Jānis Cimze

Jānis Cimze (deutsch auch: Zimse, * 3. August 1814 im Kirchspiel Ronneburg (heute Rauna in Lettland); † 22. Oktober 1881 in Valka) war ein livländischer Pädagoge und Musiker.

## Ausbildung
Jānis Cimze studierte am Seminar von Weißenfels sowie an der Universität von Berlin.

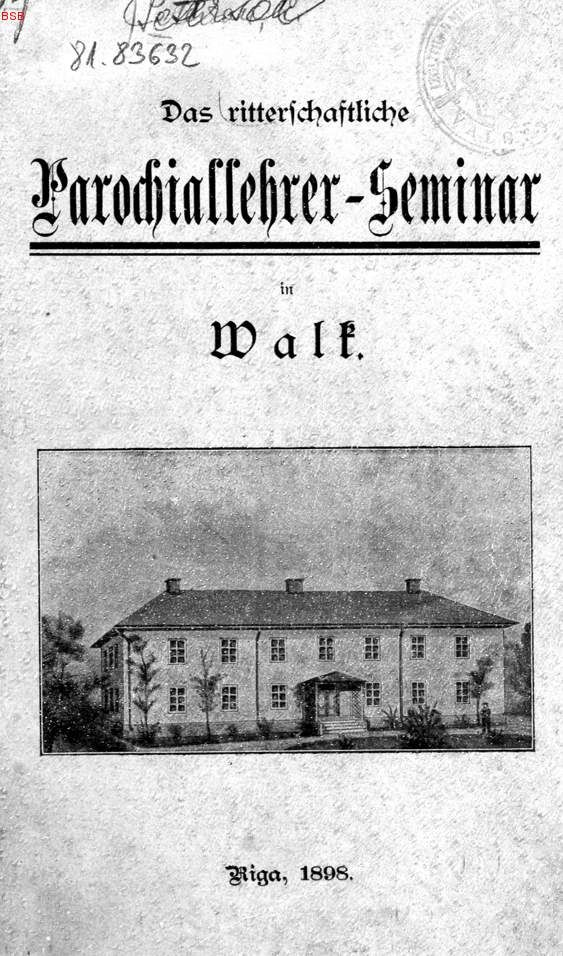
Titelblatt des Buches von Carl Peterson zur Geschichte des Ritterschaftlichen Parochiallehrer-Seminars (1898)

## Lehrerseminar von Vidzeme
Jānis Cimze war der Leiter des von ihm gegründeten „Cimze-Seminars“ für Lehrer an Kirchspielschulen und für Küster. Das Ritterschaftliche Parochiallehrer-Seminar zu Livland war von 1839 bis 1849 in Valmiera und von 1849 bis 1890 in Walk beheimatet. Der Unterricht fand auf Deutsch statt. Besonders in der Zeit des nationalen Erwachens in Livland und Estland spielte das Seminar eine prägende Rolle. Berühmte Zeitgenossen wie Carl Robert Jakobson, Ado Grenzstein, Kārlis Baumanis, Mikus Krogzemis (Pseudonym: Auseklis), Indriķis Zīle, Apsīšu Jēkabs, Pēteris Hincenbergs und Adam Jende haben dort ihre Ausbildung erhalten. Bis 1871 wurden alle drei Jahre neue Schüler aufgenommen, danach jedes Jahr. Die Ausbildungszeit betrug zunächst drei, ab 1871 vier Jahre. Wichtige Fächer waren Pädagogik und Musik.
In seiner pädagogischen Tätigkeit war Jānis Cimze besonders von den Arbeiten Johann Heinrich Pestalozzis und Adolph Diesterwegs beeinflusst. Von 1848 bis 1855 führte er jedes Jahr eine Lehrerkonferenz in Livland durch.

## Musiker und Komponist
Daneben war er in seiner Zeit einer der bedeutendsten Sammler und Förderer lettischer Volksmusik sowie Komponist. Cimze gilt als wesentlicher Begründer der baltischen Chor-Tradition und war einer der Väter des ersten estnischen Liederfests 1869 in Tartu.
Jānis Cimze wurde auf dem Lugaži-Friedhof von Valka beigesetzt. Das 1914 angefertigte Grabmal stammt von dem Bildhauer August Volz (1851–1926).

## Ehrungen
Im Rigaer Bezirk Mežaparks ist eine Straße nach ihm benannt, die Cimzes iela.